# Поломське сільське поселення (Кірово-Чепецький район)
Поло́мське сільське поселення (рос. Поломское сельское поселение) — адміністративна одиниця у складі Кірово-Чепецького району Кіровської області Росії. Адміністративний центр поселення — село Полом.

## Історія
Станом на 2002 рік на території сучасного поселення існували такі адміністративні одиниці:
- Поломський сільський округ (село Полом, присілки Ванюхінці, Великий Перелаз, Гостево, Заберезнік, Ключі, Кузіки, Літовці, Маклаки, Максаки, Малий Перелаз, Мусніки, Поломська, Поповка, Салтики, Седуни)

Поселення було утворене згідно із законом Кіровської області від 7 грудня 2004 року № 284-ЗО у рамках муніципальної реформи шляхом перетворення Поломського сільського округу.

## Населення
Населення поселення становить 1087 осіб (2017; 1080 у 2016, 1093 у 2015, 1109 у 2014, 1155 у 2013, 1146 у 2012, 1126 у 2010, 1297 у 2002).

## Склад
До складу поселення входять 16 населених пунктів:
| Населений пункт           | Населення, осіб (2002) | Населення, осіб (2010) |
| ------------------------- | ---------------------- | ---------------------- |
| Ванюхінці, присілок       | 30                     | 22                     |
| Великий Перелаз, присілок | 6                      | 1                      |
| Гостево, присілок         | 68                     | 42                     |
| Заберезнік, присілок      | 0                      | 0                      |
| Ключі, присілок           | 0                      | 5                      |
| Кузіки, присілок          | 26                     | 15                     |
| Літовці, присілок         | 17                     | 19                     |
| Маклаки, присілок         | 0                      | 1                      |
| Максаки, присілок         | 106                    | 53                     |
| Малий Перелаз, присілок   | 7                      | 6                      |
| Мусніки, присілок         | 4                      | 0                      |
| Полом, село               | 987                    | 926                    |
| Поломська, присілок       | 41                     | 36                     |
| Поповка, присілок         | 5                      | 0                      |
| Салтики, присілок         | 0                      | 0                      |
| Седуни, присілок          | 0                      | 0                      |